# 迪金森 (布鲁姆县)
迪金森（英語：Dickinson）是位于美国纽约州布鲁姆县的一个镇，紧邻宾汉姆顿。2010年美国人口普查时，该镇有5278人。其名称来源于丹尼尔·迪金森（Daniel S. Dickinson）。该镇于1890年从希南戈镇分出，独立建镇。